# The Eric Andre Show
The Eric Andre Show er en amerikansk surrealistisk komedie tv-serie på Cartoon Network's senaften-program, Adult Swim. Showet havde premiere i USA den 20. maj, 2012, og er en parodi på lav-budgets talkshows med offentlig adgang i. Værten på programmet er komikeren Eric André, sammen med komikeren Hannibal Buress, der tjener som Andres sidekick. Gary Anthony Williams er speakeren i den første sæson og blev erstattet af Tom Kane i den anden sæson, og Robert Smith fra tredje sæson og frem.
I alt 40 episoder er blevet vist i løbet af fire sæsoner. Den 31. december, 2012, sendte The Eric André Show en 45-minutters live-nytårs special, med titlen, The Eric André New Years ' s Eve Spooktacular. Et andet specielafsnit, med navnet "Eric André Does Paris", blev sendt den februar 18, 2018.
Der er planer om en femte sæson.

## Forudsætning
Hver åbningen af showet starter med en speaker, der siger: "Ladies and gentlemen, it's The Eric Andre Show!", mens Andre ødelægger baggrunden, skrivebordet og forskellige møbler som åbningssang enspilles af bandet. Alt er gendannet til sin tidligere tilstand straks ved off-camera scenehjælp og musikken stopper. Normalt, efter at Andre har ødelagt settet, starter en tale, der bliver kritisk og aggressiv, hvor Buress ofte giver kommentar på det.
Gæstestjerner har optrådt i løbet af showet, hvor en række af dem har forfalsket af efterlignere eller tilfældige mennesker, herunder Jerry Seinfeld, Russell Brand, George Clooney, Hulk, Beyonce, Arnold Schwarzenegger (spillet af Bruce Vilanch) og Jay-Z. Senere, optrådte flere rigtige berømtheder, herunder musikere (Tyler, the Creator, Pete Wentz, Devendra Banhart, Wiz Khalifa, Mr. Muthafuckin' eXquire, Chancen the Rapper, Dave Koz, Mac DeMarco), skuespillere (Ryan Phillipe, Krysten Ritter, James Van Der Beek, Dolph Lundgren, Chris Jericho), eller 1980'erne og 1990'ernes tv-stjerner (Sinbad, Tatyana Ali, Lorenzo Lamas, Jodie Sweetin), selvom andre gæster har optrådt, herunder modedesigneren Lauren Conrad, skuespiller Seth Rogen, talkshow-vært Jimmy Kimmel, og voksen filmskuespilleren, Asa Akira.

## Episoder
| Sæson    | Sæson | Episoder                        | Oprindeligt sendt               | Oprindeligt sendt |
| Sæson    | Sæson | Episoder                        | Først vist                      | Sidst vist        |
| -------- | ----- | ------------------------------- | ------------------------------- | ----------------- |
| 1        | 10    | 20.maj, 2012 (2012-05-20)       | 29. juli, 2012 (2012-07-29)     |                   |
| 2        | 10    | 3. oktober, 2013 (2013-10-03)   | 12. december, 2013 (2013-12-12) |                   |
| 3        | 10    | 6. november, 2014 (2014-11-06)  | 23. januar, 2015 (2015-01-23)   |                   |
| 4        | 10    | 5. august, 2016 (2016-08-05)    | 14. oktober, 2016 (2016-10-14)  |                   |
| Specials | 2     | 31. december, 2012 (2012-12-31) | 18. februar, 2018 (2018-02-18)  |                   |